# 二宮文造
二宮 文造（にのみや ぶんぞう、1920年〈大正9年〉1月1日 - 2006年〈平成18年〉1月27日）は、日本の政治家。香川県高松市出身。東北帝国大学法文学部中退。参議院議員（4期）。

## 経歴
香川県高松市錦町に生まれた。1941年（昭和16年）早稲田大学専門部政治経済科を卒業。1944年（昭和19年）東北帝国大学法文学部を中退した。同年、朝日新聞東京本社に入社し、前橋支局勤務、札幌支局勤務を経て政治経済部記者となり、1951年（昭和26年）に退社した。
1959年（昭和34年）高松市議会議員に当選。1962年（昭和37年）7月1日、第6回参議院議員通常選挙で全国区から無所属で立候補し、初当選する（以降、連続4期在任）。参議院法務委員長、地方制度調査会委員、国土総合開発審議会委員などを務めた。
1967年（昭和42年）2月、公明党参議院議員団長に就任する。1970年（昭和45年）公明党参議院議員団長を退任し、公明党副委員長に就任する。1986年（昭和61年）6月、国会閉会と同時に政界を引退する。任期満了直前の国会で永年在職表彰。ほぼ同時に公明党副委員長も退任。
2006年（平成18年）1月27日午前10時33分、脳溢血のため高松市内の病院で死去。86歳没。

## 役職歴
- 公明党参議院議員団長
- 公明党副委員長